# Гуффенс, Годфрид
Годфрид Гуффенс (нидерл. Godfried Guffens; 22 июля 1823, Хасселт — 11 июля 1901, Схарбек) — бельгийский художник.

## Жизнь и творчество
Г. Гуффенс изучал живопись совместно с Яном Свертсом под руководством художника Никеза де Кейзера в антверпенской Королевской академии изящных искусств. Затем он уезжает вместе со Свертсом в Италию, где молодые художники изучают искусство Рафаэля и Микеланджело, а оттуда — в Германию. В планах Свертса и Гуффенса было пропагандировать в Бельгии монументальную, настенную живопись, с которой они познакомились во время пребывания в Германии, находясь под влиянием современных им немецких художников — Петера Корнелиуса, Иоганна Фридриха Овербека, Юлиуса Шнорра фон Каросфельда, Вильгельма фон Каульбаха и др.
Первой их совместной работой на родине было украшение церкви св. Николая в Антверпене фресками, изображавшими жизнь Богоматери Марии и другими сценами из христианской истории. Позднее Гуффенс пишет 14 картин для капеллы св. Игнатия в коллегии иезуитов Антверпена, изображавших остановки на крёстном пути Христа. Главным же трудом Гуффенса и Свертса была их совместная работа над фресками для церкви св. Георгия в Антверпене (1859—1871), изображавших различные сцены из Библии. Художник был также автором многочисленных настенных росписей по исторической тематике, сделанных им для различных официальных зданий и частных домов в Ипре, Кортрейке, Антверпене и др.
В 1900 году Гуффенс перенес инсульт и умер в следующем году. В Хасселте и Схарбеке есть улицы, названные в его честь

## Галерея

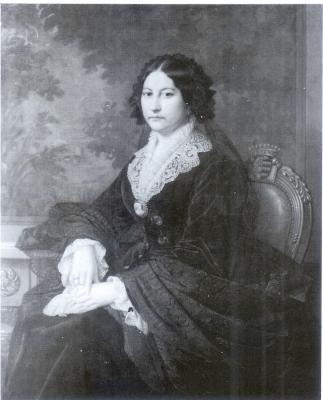
Портрет Шарлотты де Коссе-Бриссак (1866)
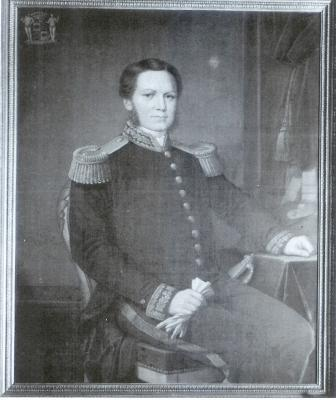
Портрет барона Жака ван де Верва (1866)
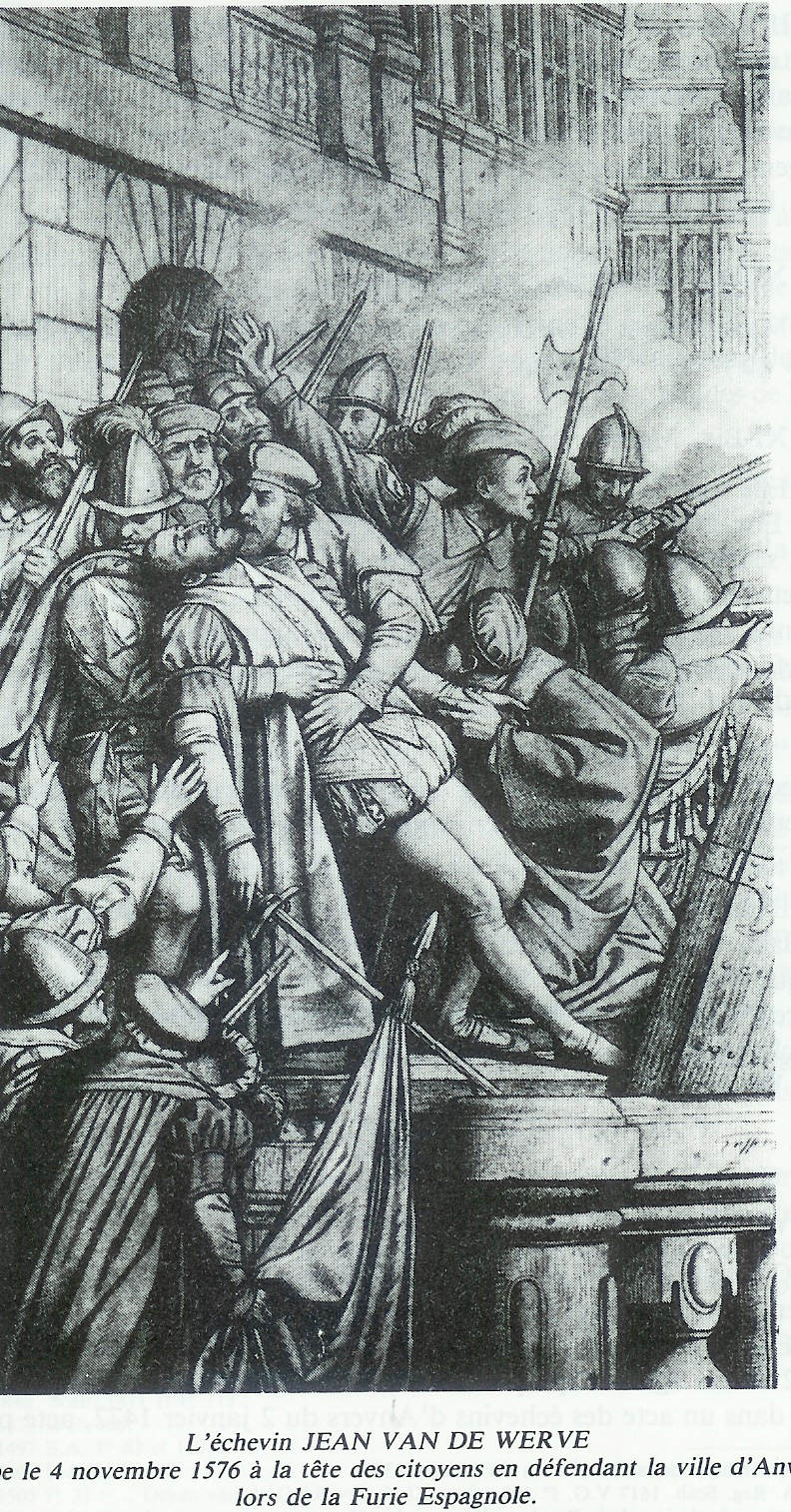
Убийство Жана II ван де Верва испанцами 4 ноября 1576 года (1889)
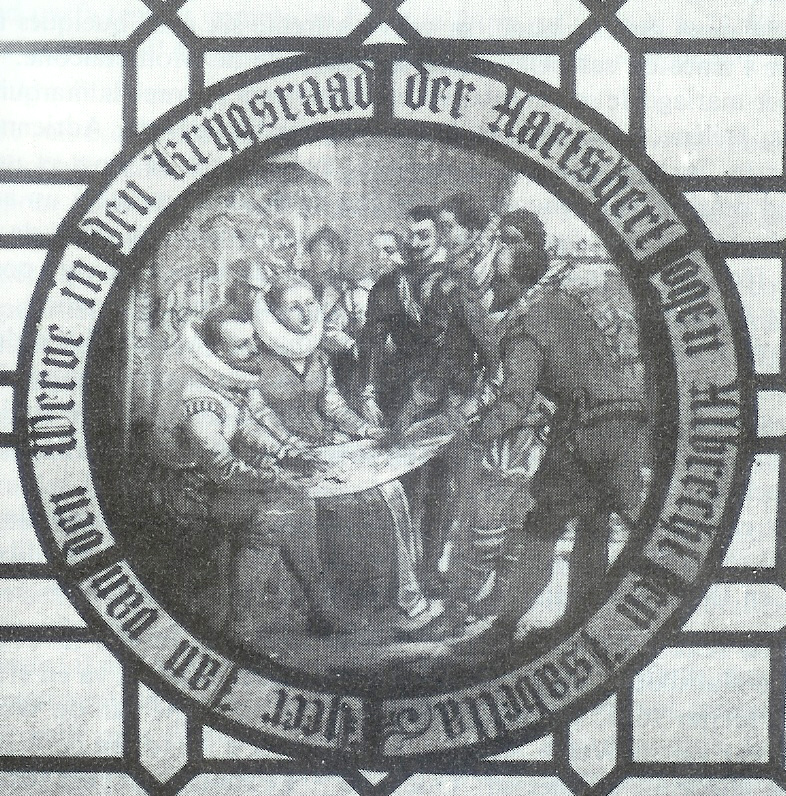
Жан III ван де Верв на военном совете у эрцгерцога Альберта и эрцгерцогини Изабеллы (1879)